# Cintura di rocce verdi di Hope Bay
La cintura di rocce verdi di Hope Bay, indicata anche come cintura vulcanica di Hope Bay,  è una cintura di rocce verdi risalenti all'Archeano, lunga 42 km e situata nella parte occidentale del territorio di Nunavut, in Canada. 
Consiste per lo più di rocce vulcaniche femiche e al suo interno sono localizzati tre importanti depositi di oro, denominati Boston, Doris and Naartok.